# Campionato sudamericano femminile di pallavolo 1995
Il XXI campionato sudamericano femminile di pallavolo si è svolto nel 1995 a Porto Alegre, in Brasile. Al torneo hanno partecipato 8 squadre nazionali sudamericane e la vittoria finale è andata per la nona volta al Brasile.

## Squadre partecipanti
- Argentina
- Brasile
- Cile
- Colombia
- Paraguay
- Perù
- Uruguay
- Venezuela

## Classifica finale
| Classifica | Squadre   |
| ---------- | --------- |
|            | Brasile   |
|            | Perù      |
|            | Argentina |
| 4          | Venezuela |
| 5          | Colombia  |
| 6          | Cile      |
| 7          | Uruguay   |
| 8          | Paraguay  |